# Aedia alchemista
Aedia alchemista là một loài bướm đêm trong họ Erebidae.